# Kalle Utter
Kalle Utter är en svensk film från 1925 i regi av Karin Swanström. 

## Om filmen
Filmen premiärvisades 2 februari 1925. Filmen spelades in vid Bonnierateljén på Kungsholmen i Stockholm med exteriörer från Djurgården, Uppsala och Sturehov vid Mälaren av Ragnar Westfelt. Som förlaga har man August Blanches noveller Kalle Utter och Den finske baronen som utgavs 1863 och 1865. En TV-version av Kalle Utter i regi av Bernt Callenbo visades i TV 2 1971 med Pierre Lindstedt i huvudrollen.

## Rollista
- Anders de Wahl – Kalle Utter, teologie överliggare
- Georg Blomstedt – Hans far, tunnbindare
- John Ekman – Baron Cedercreutz, alias stortjuven Druva
- Nils Arehn – Greve Stjerncrona
- Karin Swanström – Grevinnan Stjerncrona
- Edit Rolf – Marianne, deras dotter
- Albert Christiansen – Unga greven Casimir
- Olav Riégo – Hovmästare
- Carl Browallius – Professor
- Linnéa Hillberg – Ingeborg, piga
- Julia Cæsar – Gäst på Adelsö
- Gull Natorp – Prostinna
- Ingrid Arehn – Hennes dotter
- Margit Strandin – Hennes dotter
- Rosa Tillman – Hennes dotter